# Bestyrelse
 Denne artikel omhandler overvejende eller alene danske forhold. Hjælp gerne med at gøre artiklen mere almen.
En bestyrelse er den øverste ledelse i en organisation, som en forening eller et selskab.
Bestyrelsen bliver valgt af organisationens medlemmer eller ejere og har til opgave at forestå den overordnede ledelse af organisationen, herunder at ansætte en kvalificeret daglig ledelse. I en række tilfælde anvendes alternative betegnelser som hovedbestyrelse, styrelse og andre betegnelser.

## Selskabsbestyrelse
For et aktieselskab er det ifølge aktieselskabslovens (ASL) § 49 et lovkrav at selskabet har en bestyrelse på mindst tre medlemmer. Opfylder selskabet ikke mindstekravet, skal selskabet opløses. Bestyrelsesmedlemmer der er valgt af medarbejdere, tælles ikke med i mindstekravet. Ifølge aktieselskabslovens § 4, stk. 1 nr. 6 skal selskabets vedtægter beskrive antallet af medlemmer i bestyrelsen og valgperioden.
For anpartsselskaber gælder det ifølge anpartsselskabslovens § 19, at det er op til stifterne af selskabet jf. anpartsselskabslovens § 4, stk. 1, om selskabet skal ledes af en bestyrelse, direktion eller begge dele. Anpartsselskabslovens § 19 siger, at har et anpartsselskab en direktion eller bestyrelse, er det denne, der står for ledelsesopgaverne. Har selskabet både en direktion og bestyrelse, er det bestyrelsen der er øverst i hierarkiet.
En bestyrelse forestår, sammen med en direktion, ledelsen af et selskabs opgaver. Det er bestyrelsens opgave at sørge for, at selskabet drives på forsvarlig måde, således at selskabets formål opfyldes.
Bestyrelsen sørger for, at ansætte en kvalificeret direktion. I et selskab, hvor alle anparter eller aktier ejes af én person, er det i praksis denne person, der bestemmer, hvem direktionen skal bestå af. Det skyldes, at eneejeren, såfremt vedkommende er utilfreds med valget af direktionen, kan indkalde til en ekstraordinær generalforsamling med henblik på at vælge en ny bestyrelse, som vil vælge en direktion i overensstemmelse med eneejerens ønsker.
En bestyrelse har den overordnede ledelse af selskabet og direktionen den daglige ledelse. Bestyrelsen skal bl.a.:
- Udstikke retningslinjerne for direktionens arbejde.
- Træffe beslutninger af usædvanlig art og af stor betydning for selskabet.
- Påse forsvarlig formueforvaltning samt at lovgivningens krav om bogføring er overholdt.
- Nøje gennemlæse og underskrive årsregnskabet, hvis de kan godkende det.

## Bestyrelseskultur 2.0
I en lang årrække har der ikke været megen udvikling i, hvordan bestyrelsen agerer og sammensættes. Mange danske Små- og mellemstore virksomheder (SMV'er) har uprofessionelle bestyrelser som består af f.eks familiemedlemmer eller venner, fordi kulturen omkring bestyrelser har været hemmelighedsfuld, uprofessionel og lukket. Dette har medført, at op imod 95% af alle rekrutteringer til de danske bestyrelser i 2019 foregik via netværk. Dette er dog ved at ændre sig i takt med, at corporate governance og diversitetsagendaer prioriteres højere blandt virksomheder og politikere end tidligere. Hertil er bestyrelsen kommet i fokus efter, at Center for Ejerledede Virksomheder  ved Copenhagen Business School i 2019 offentliggjorde et studie som viste, at virksomheder med en professionel ekstern bestyrelse opnår højere omsætning og produktivitet end deres konkurrenter. På bagkant af dette, opstod begrebet "Bestyrelseskultur 2.0" i 2020 og blev første gang brugt af rekrutteringsplatformen nBoard, som netop arbejder for at promovere de grundlæggende principper i den nye, åbne kultur. Disse blev defineret som:
- Bestyrelserne skal bestå af professionelle eksterne bestyrelsesmedlemmer som løbende evalueres (professionalisme-princippet)
- Medlemmer i bestyrelserne skal have komplimentære kompetencer (diversitets-princippet)
- Medlemmer skal rekrutteres åbent, via brede rekrutteringskanaler, for at bryde med lukkede netværks-cirkler (governance-princippet)
- Udpegningsperioden af nye bestyrelsesmedlemmer skal i udgangspunktet være tidsbegrænset (fornyelses-princippet)
- Bestyrelserne skal afmystificeres og omtales transparent (transparens-princippet)

## Eksterne links
- Aktieselskabsloven
- Anpartsselskabsloven
- Bestyrelser i Ejerledede virksomheder, CBS 2019.

| Erhverv og erhvervsliv | Spire Denne artikel om erhverv, erhvervsliv og arbejdsmarked er en spire som bør udbygges. Du er velkommen til at hjælpe Wikipedia ved at udvide den. |